# グレートハンティング
『グレートハンティング』 (Ultime grida dalla savana) は、1975年にイタリアの会社が製作配給したドキュメンタリー映画。ライオンによる人喰いシーンの映像に象徴されるショッキングな映像により、世界的なヒットを収め、続編の他、多数の亜流作品を生み出した。日本公開は1976年3月、日本ヘラルド映画配給で「地上最後の残酷」という副題が付いていた。日本での配給収入は18億円で、1976年の外国映画2位。

## 概要
1970年代のオカルト映画、動物パニック映画などで刺激的な描写に慣れていた観客の度肝を抜いた、ライオンによって人が喰い殺されるシーンを売り物にしたドキュメンタリー映画である。『世界残酷物語』（1962年）と同様、文明と野生を対比させてその根本は変わらない、むしろ人間のほうがおかしいのではないかと文明批判をするスタイルを装いつつ、キワモノ感覚に満ちたシーンを集めている。
とはいえ主要スタッフのアントニオ・クリマーティは『世界残酷物語』など、グァルティエロ・ヤコペッティの作品群で撮影を担当していただけのことはあり、他の残酷ドキュメンタリーやモンド映画に比して抜群の絵作りを見せており、現在でも鑑賞に堪え得る映像作品である。
なお、売り物となったライオンの人喰いシーンや人間狩りのシーンは、偶発事故を撮った割には丹念なカット割りや編集、演技にしか見えない不自然な行動などが散見され、明らかなやらせである。

## ストーリー
狩る者、狩られる者……。野生も文明も、根底に流れているのは狩りである。全世界の動物や人間の狩りを巡るエピソードを紹介している。猿を飲み込む大蛇、ブーメランを使って狩りをするオーストラリアの原住民、成金となってしまって狩りを忘れてしまったエスキモー、遊びで狩られていく象やシマウマたち。アフリカのアンゴラでは、バスから降りてライオンを撮影していた観光客が、背後からライオンに襲われ、家族の目の前で食い殺された。アマゾンの奥地では、飛行場建設に反対する原住民を白人が狩り出し、頭の皮を剥ぎ、首を切り落として嬉々としている。しかしドイツのジーメン博士のように、野生の狼と共存している人間もいるのだ。

## スタッフ
- 監督/製作/脚本：アントニオ・クリマーティ、マリオ・モッラ（英語版）
- 音楽： カルロ・サヴィーナ（英語版）

## 封切り
日本では、映画公開前より成人映画に指定するべきとの要求が各自治体より寄せられたが、映画会社側は「動物と人間の絡み合いを描いた高い次元の映画」であると反論し、これに応じなかった。後に、保護者同伴でない未成年者は入場させない事で公開される事となった。また、実際には家族連れで鑑賞に来る来場者が多く、この規制はあまり効果を発揮していなかった。

## 作品の評価

### 映画批評家によるレビュー
怪談史研究家の小池壮彦は、「内臓ぶちまけシーンにこそリアル感があったものの、『ライオンの動きが妙に穏やかじゃねえか』とか『マネキン人形なんて食ってもうまくねえだろう』などと映画館で失笑を買っていた」、「やけにカットがぶつ切りで編集しまくった形跡があることから、公開当時からヤラセ疑惑が指摘されていた」と否定的意見を述べているが、「（ライオンの犠牲となった人の最後の映像に関して）のちのちまで応用される衝撃映像のスタイルを先取りしていた」、「むしろこの映画は殺戮シーン以外の映像に目を見張るものがある。大自然の優美を描く演出は、残酷ドキュメンタリーの最高傑作の感がある」と肯定的な評価も下している。

## こぼれ話
- クリマーティとモッラのコンビは、その後も本シリーズの続編2本、『残酷を超えた驚愕ドキュメント・カランバ』（1983年）などを発表する。
- マリオ・モッラはその後F1ドキュメンタリー『ポールポジション』（1978年）シリーズを発表するが、やはり死傷事故を中心とした残酷シーンが売り物となった。
- 1978年5月8日 TBS「月曜ロードショー」にてTV初放送。

## 関連作品
- 『グレートハンティング2』（Savana violenta, 1976年）
- 『グレートハンティング'84』（Dimensione violenza, 1983年）
- 『残酷を超えた驚愕ドキュメント・カランバ』（Dolce e selvaggio, 1983年）
  - 『グレートハンティング』、『グレートハンティング2』、『カランバ』は三部作（「Savage Trilogy」と呼ばれる）をなす。
- 『やくざ残酷秘録・片腕切断』（1976年）、東映版『グレートハンティング』